# Bulas Alejandrinas

Mapa de los territorios del Reino de Portugal y la Corona de Castilla en América, África y Asia

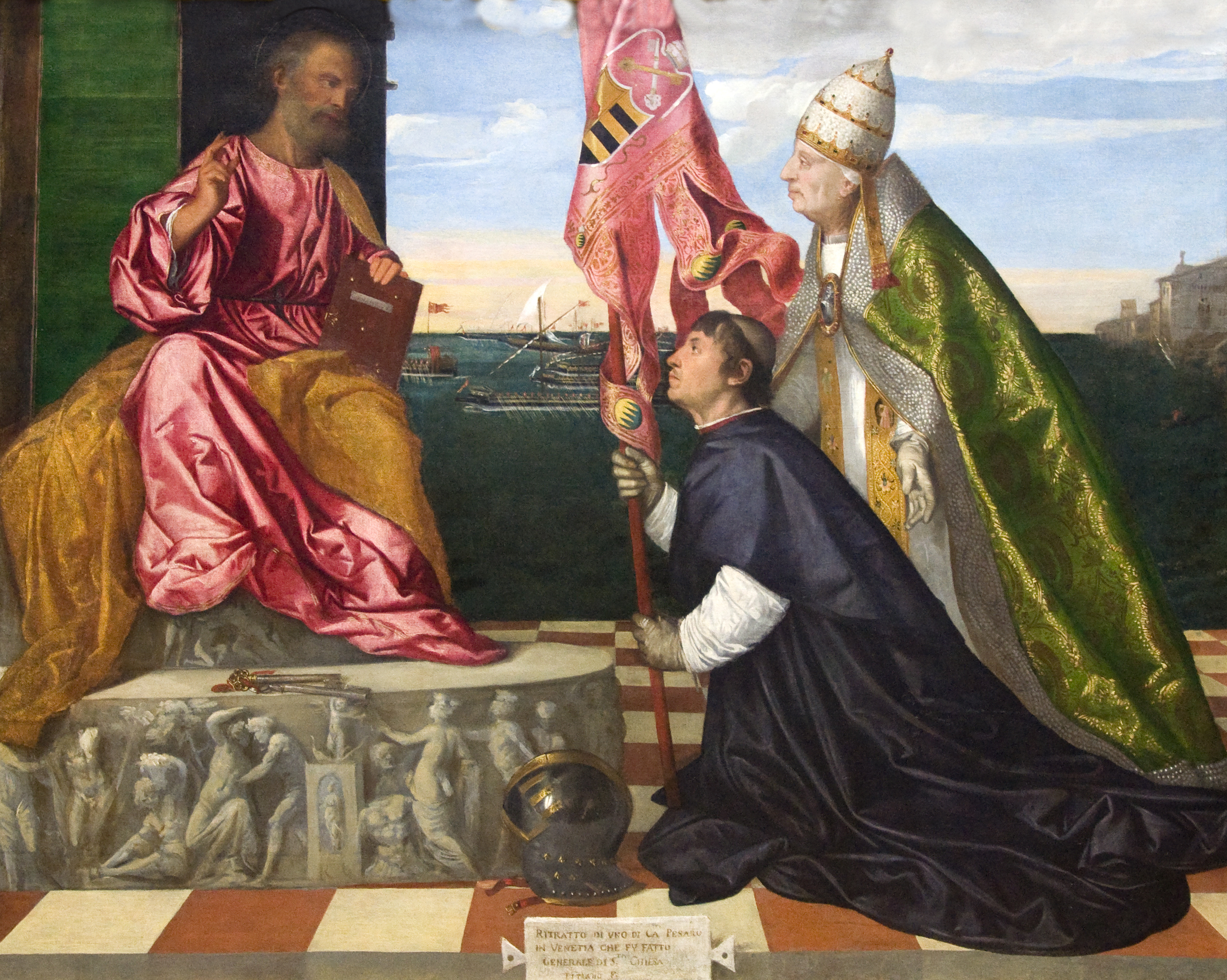
Jacopo Pesaro presentado a san Pedro por el papa Alejandro VI. Tiziano, 1503-1506. La escena naval del fondo, el estandarte y el yelmo ambientan bien el momento histórico.

Bulas alejandrinas es el nombre colectivo que se da al conjunto de documentos pontificios que se otorgaron a la Corona de Castilla y al Reino de Portugal que les concedía el derecho a conquistar América y la obligación de evangelizarla, emitidos por la Santa Sede en 1493 a petición de los Reyes Católicos, cuya influencia ante el papa Alejandro VI (de la valenciana familia Borja o Borgia) era lo suficientemente poderosa como para conseguirla.
Fueron cuatro documentos: el breve Inter caetera; la bula menor también llamada Inter caetera, que es la más conocida y la que menciona por vez primera una línea de demarcación en el Atlántico; la bula menor Eximiae devotionis y la bula Dudum siquidem.

## Antecedentes

### Relaciones entre Rodrigo Borgia y Fernando de Aragón

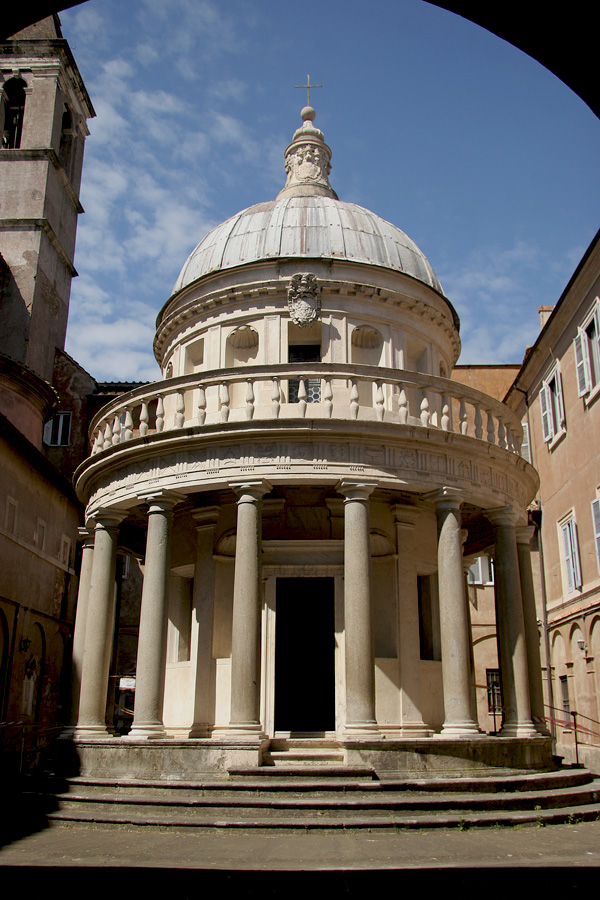
San Pietro in Montorio, Roma.

El 11 de agosto de 1492 fue elegido nuevo Papa el cardenal arzobispo de Valencia Rodrigo Borgia, que pasó a llamarse Alejandro VI. Este cardenal tenía una relación estrecha con Isabel y Fernando desde 1472, cuando como legado papal en la Península había favorecido su reconocimiento como herederos al trono castellano, sobre todo al facilitarles la bula papal de dispensa que autorizó su matrimonio a pesar de ser primos segundos. Fernando le había correspondido dejándole tomar muchas cosas de él, acaparar cargos eclesiásticos en sus dominios y otorgando favores a sus hijos: el ducado de Gandía para Pedro Luis (1485), el arzobispado de Valencia para César (1492) y la mano de María Enríquez, prima del rey, para Juan (1493).

### Negociación
Las negociaciones entre los Reyes Católicos y el Papado se llevaron con tanto secreto que aun quinientos años después, en 1992, no se habían encontrado instrucciones ni despachos diplomáticos sobre ellas. Se cree que el principal negociador por parte de los Reyes fue Bernardino López de Carvajal, obispo de Cartagena y embajador permanente en Roma, que pronunció un famoso discurso ante el Colegio Cardenalicio el 19 de junio de 1493. Por sus servicios, de Carvajal fue nombrado cardenal a petición de los Reyes el 20 de septiembre del mismo año.

## Contenido de las Bulas Alejandrinas
Bajo el término Bulas Alejandrinas se incluyen los cuatro documentos siguientes, todos ellos emitidos por el papa Alejandro VI en 1493 en favor de Fernando e Isabel, en tanto que reyes de Castilla y León:
1. Breve Inter caetera del 3 de mayo.
2. Bula menor Inter caetera del 4 de mayo.
3. Bula menor Eximiae devotionis del 3 de mayo.
4. Bula Dudum siquidem del 26 de septiembre.

Se cree que las bulas fueron escritas en fechas diferentes de lo que indican sus fechas respectivas. El breve Inter caetera debió ser redactado y firmado durante el mes de abril, enviado a la península ibérica el 17 de mayo y recibido una o dos semanas después. Los Reyes Católicos enviaron a finales de mayo instrucciones a su embajador en Roma para conseguir una bula más favorable, lo que llevó a la emisión de la bula menor Inter caetera en junio. Esta bula llegó a Sevilla el 19 de julio y los reyes se la reenviaron a Colón el 4 de agosto. La Eximiae devotionis fue escrita en julio y la Dudum siquidem en diciembre.
En las bulas se precisa que se concede el dominio sobre tierras descubiertas y por descubrir en las islas y tierra firme del Mar Océano, por ser tierras de infieles en las que el Papa, como vicario de Cristo en la Tierra, tiene potestad para hacerlo. La concesión se hace con sus señoríos, ciudades, castillos, lugares y villas y con todos sus derechos y jurisdicciones para que los Reyes Católicos tuviesen tal dominio "como señores con plena, libre y absoluta potestad, autoridad y jurisdicción", sin más condición que la de no perjudicar a otro príncipe cristiano que pudiera tener un derecho reconocido en ellos; y se excluye a toda otra persona de cualquier dignidad, estado, grado, orden o condición, incluso imperial o real, en el comercio o en cualquier otra cosa, sin licencia expresa de los Reyes Católicos. Las bulas, por tanto, decretaban la excomunión para todos aquellos que osasen viajar a las Indias por el Oeste sin autorización de los reyes de Castilla. La única contrapartida de la donación es la obligación correspondiente a los reyes de evangelizar las tierras concedidas.

## Valor jurídico y consecuencias
Si bien en la Baja Edad Media los papas se consideraban los únicos árbitros competentes para resolver los conflictos entre reyes cristianos, el efecto práctico de las Bulas Alejandrinas en las relaciones internacionales fue escaso. Tanto Francia como Inglaterra las ignoraron ya que las iglesias nacionales de ambos estados no reconocían la jurisdicción suprema del Papa, ni siquiera en asuntos eclesiásticos y mucho menos en asuntos temporales.
Portugal, que era la potencia más directamente perjudicada por estas Bulas, abrió una negociación diplomática directa con los Reyes Católicos que culminó en la firma del Tratado de Tordesillas (1494), el cual fijó un meridiano de demarcación entre castellanos y portugueses a 370 leguas al oeste de las islas de Cabo Verde, lo que hizo que al menos una parte del territorio del actual Brasil quedase en la zona portuguesa. El Tratado estipuló claramente que, si bien se solicitaría a la Santa Sede confirmación del acuerdo, ninguna de las partes podría ser dispensada de cumplirlo por el mero motu proprio papal.

...juraron de no pedir absolution ni rrelaxagion del a nuestro muy Santo Padre, (...) e aun que propio motu gela den, no usaran della, antes (...) suplican (...) que a Su Santidad plega confirmar e aprovar esta dicha capitulation, segund en ella se contiene e mandando expedir sobre ello sus bullas...
Tratado de Tordesillas, versión en castellano ratificada por los Reyes Católicos

A pesar de no haber tenido ninguna consecuencia práctica, las Bulas Alejandrinas se consideran tradicionalmente el primer hito del Derecho Indiano, que se define como el conjunto de normas jurídicas vigentes en América durante la dominación española.
Algunos autores han afirmado que el Papado se limitó a actuar como fedatario mayor, registrando cada uno de los hechos importantes de los monarcas que se habían lanzado a la aventura del Descubrimiento. Otros juristas opinan que este documento se trataría únicamente de una concesión religiosa o pontificia otorgada por el Papa con determinadas condiciones y obligaciones. Las bulas conceden el dominio legal de unas tierras de infieles y por tanto sin dueño legítimo a los Reyes Católicos a cambio de la obligación de "proteger y evangelizar a los indios". Por su parte, para el catedrático de Derecho Canónico Manuel Giménez Fernández las Bulas Alejandrinas se explican simplemente como un contubernio entre un papa corrupto y unos reyes ambiciosos.
Otra cuestión de importancia jurídica es que la bula la otorga el Papa a Isabel y Fernando en tanto que reyes de Castilla y León, no de Aragón, que queda al margen de la concesión. Además, los destinatarios son los reyes y sus herederos, no los reinos; matiz importante porque, si las tierras hubiesen sido concedidas a los reinos, su jurisdicción marítima habría correspondido a los Almirantes de Castilla.
Los debates intelectuales que provocaron estas Bulas incluyen la discusión de los justos títulos de dominio sobre América, o polémica de los naturales, que tuvo sus cumbres en la Junta de Burgos (1512) y la Junta de Valladolid de 1550-1551, donde se enfrentaron Juan Ginés de Sepúlveda y Bartolomé de las Casas.